# Toni Sailer
Anton Engelbert "Toni" Sailer (Kitzbühel, 17 de novembro de 1935 – Innsbruck, 24 de agosto de 2009) foi um esquiador alpino austríaco, vencedor de três medalhas de ouro nos Jogos Olímpicos de Inverno de 1956, em Cortina d'Ampezzo, além de sete títulos em Campeonatos Mundiais. É considerado um dos melhores da história desse esporte.
Em janeiro de 2008 foi anunciado que Sailer sofria com um câncer de laringe que o vitimou um ano depois, em Innsbruck, aos 73 anos de idade.